# IC 4310
IC 4310 ist eine linsenförmige Galaxie vom Hubble-Typ S0 pec im Sternbild Hydra südlich des Himmelsäquators. Sie ist schätzungsweise 107 Millionen Lichtjahre von der Milchstraße entfernt.
Das Objekt wurde am 4. Mai 1904 von Royal Harwood Frost entdeckt.